# Liste der Bodendenkmäler in Bächingen an der Brenz
Auf dieser Seite sind die Bodendenkmäler in der schwäbischen Gemeinde Bächingen an der Brenz zusammengestellt. Diese Tabelle ist eine Teilliste der Liste der Bodendenkmäler in Bayern. Grundlage ist die Bayerische Denkmalliste, die auf Basis des Bayerischen Denkmalschutzgesetzes vom 1. Oktober 1973 erstmals erstellt wurde und seither durch das Bayerische Landesamt für Denkmalpflege geführt wird. Die folgenden Angaben ersetzen nicht die rechtsverbindliche Auskunft der Denkmalschutzbehörde.

## Bodendenkmäler der Gemeinde

### Bodendenkmäler im Ortsteil Bächingen a.d.Brenz
| Lage                                                   | Objekt | Akten-Nr.     | Bild           |
| ------------------------------------------------------ | --- | ------------- | -------------- |
| Bächingen a.d.Brenz Lindenstraße 3 (Standort)          | Mittelalterliche Vorgängerbauten der Evangelisch-Lutherischen Pfarrkirche St. Nikolai.                    | D-7-7427-0018 | weitere Bilder |
| Bächingen a.d.Brenz Schloßstraße 11, 13, 15 (Standort) | Schloss Bächingen Mittelalterliche und frühneuzeitliche Befunde im Bereich des Wasserschlosses Bächingen. | D-7-7427-0019 | weitere Bilder |
| Bächingen a.d.Brenz (Standort)                         | Siedlung vorgeschichtlicher Zeitstellung.                                                                 | D-7-7427-0027 |                |
| Bächingen a.d.Brenz (Standort)                         | Siedlung vorgeschichtlicher Zeitstellung.                                                                 | D-7-7427-0028 |                |
| Bächingen a.d.Brenz (Standort)                         | Brandgräber der Latènezeit.                                                                               | D-7-7427-0029 |                |
| Bächingen a.d.Brenz (Standort)                         | Grabenwerk vor- und frühgeschichtlicher Zeitstellung.                                                     | D-7-7427-0030 |                |
| Bächingen a.d.Brenz (Standort)                         | Siedlung vorgeschichtlicher Zeitstellung.                                                                 | D-7-7428-0171 |                |